# Syngonanthus egleri
Syngonanthus egleri är en gräsväxtart som beskrevs av Harold Norman Moldenke. Syngonanthus egleri ingår i släktet Syngonanthus och familjen Eriocaulaceae. Inga underarter finns listade i Catalogue of Life.